# Zachary Pollari
Zachary Pollari (Billings, 2 ottobre 1986) è un ex giocatore di football americano canadese, che ha giocato come offensive tackle.
Dopo aver giocato per la squadra universitaria degli Western Mustangs è stato selezionato al Draft CFL 2009 dai Toronto Argonauts al quarto giro con la scelta numero 26.